# سید موسی زرآبادی
سید موسی زرآبادی (زاده ۱۲۵۶ در قزوین - درگذشت ۲۴ تیر ۱۳۱۳ در قزوین) عالم و عارف شیعه بود.

## نسب
نسب زرآبادی چنین است: سید موسی، فرزند علی (م ۱۳۱۸ ق)، فرزند مهدی (م ۱۲۷۰ ق)، فرزند میربزرگ (م ۱۲۳۰ ق)، فرزند میربابا (م ۱۲۱۷ ق)، فرزند میرفاضل (م ۱۱۹۵ ق). نسب او به زید بن علی می‌رسد. مادرش رقیه خانم نیز دختر عالم دینی کریم روغنی قزوینی بود.

## تحصیلات
سید موسی زرآبادی در مدرسه صالحیه قزوین نزد رضا برغانی قزوینی و علی‌اکبر ایزدی سیادهنی درس خواند. آنگاه به تهران رفته و در درس فلسفه حسن کرمانشاهی، سید شهاب‌الدین شیرازی، علی نوری حکمی و فضل‌الله نوری شرکت کرد و علوم غریبه را از سید محمدکاظم حسینی قزوینی (سید مصلایی) آموخت.

## شاگردان
او شاگردان زیادی در قزوین تربیت کرد که بعدها در تهران و مشهد و خود قزوین به تدریس مشغول بودند. برخی از شاگردان او عبارت‌اند از: سید ابوالحسن حافظیان، علی‌اکبر الهیان تنکابنی، میرزا رحیم سامت، مجتبی قزوینی خراسانی، هاشم قزوینی و محمدابراهیم محقق.
او استاد علوم غریبه بود و در این رشته شاگردانی چون سید ابوالحسن حافظیان و علی‌اکبر الهیان تربیت کرد.

## تالیفات
- ۱. تقریرات فقه و اصول
- ۲. تعلیقه بر بخشی از رسائل
- ۳. حاشیه بر کفایة الاصول، ج ۱ و ۲
- ۴. حاشیه بر مطول، بخش علم بیان
- ۵. حاشیه بر منظومه سبزواری (۱)
- ۶. حاشیه بر منظومه سبزواری (۲)
- ۷. حاشیه بر الهیات شرح اشارات
- ۸. حاشیه بر منطق شرح اشارات
- ۹. شرح سلامان و آبسال ابن سینا
- ۱۰. رساله اعتقادات (عربی)
- ۱۱. رساله اصول دین (فارسی)
- ۱۲. رساله‌ای در توضیح حدیث ما الحقیقه
- ۱۳. رسائل و مجالس در موعظه و اخلاق
- ۱۴. رساله‌ای مختصر دربارهٔ «مشروطیت»
- ۱۵. رسائل و نسخه‌هایی مهم در انواع علوم غریبه

## درگذشت
او در روز ۲ ربیع‌الثانی ۱۳۵۳ ق. (۲۴ تیر ۱۳۱۳ ش) در شهر قزوین درگذشت و در صحن آرامگاه شاهزاده حسین دفن شد.

## مستند زندگی وی
در مهر ماه ۱۳۹۰ فیلمی مستند که پیرامون زندگی وی ساخته شده بود رونمایی گردید.